# Liste der Basiliken in Frankreich
Basilica minor ist ein Ehrentitel, den der Papst einer bedeutenden katholischen Kirche unabhängig von ihrem Baustil verleiht. Die Erhebung zur Basilika soll die Bedeutung für die Region hervorheben und die Verbindung zum Bischof von Rom (Papst) stärken. Dafür wird das zeitlich aktuelle päpstliche Wappen, in der Regel über dem Portal, an der Basilika angebracht. Ende 2023 trugen 1931 Kirchen den Titel Basilica minor, ein Drittel davon befindet sich in Italien, 178 Basiliken befinden sich derzeit in Frankreich.

## Liste der Basiliken
| Stadt                         | Basilika                                                              | Region                     | Bistum                                      | Erhebung | Bild |
| ----------------------------- | --------------------------------------------------------------------- | -------------------------- | ------------------------------------------- | -------- | ---- |
| Aix-en-Provence               | St-Sauveur (Kathedrale)                                               | Provence-Alpes-Côte d’Azur | Aix                                         | 1875     |      |
| Albert                        | Notre-Dame de Brebières                                               | Hauts-de-France            | Amiens                                      | 1899     |      |
| Albi                          | Sainte-Cécile (Kathedrale)                                            | Okzitanien                 | Albi                                        | 1947     |      |
| Alençon                       | Notre-Dame                                                            | Normandie                  | Sées                                        | 2009     |      |
| Amiens                        | Notre-Dame (Kathedrale und UNESCO-Weltkulturerbe)                     | Hauts-de-France            | Amiens                                      | 1854     |      |
| Angers                        | Sainte-Madeleine                                                      | Pays de la Loire           | Angers                                      | 1922     |      |
| Annecy                        | Basilique de la Visitation                                            | Auvergne-Rhône-Alpes       | Annecy                                      | 1951     |      |
| Annecy                        | Saint-Joseph des Fins                                                 | Auvergne-Rhône-Alpes       | Annecy                                      | 1964     |      |
| Apt                           | Ste-Anne                                                              | Provence-Alpes-Côte d’Azur | Avignon                                     | 1879     |      |
| Arcachon                      | Notre-Dame d’Arcachon                                                 | Nouvelle-Aquitaine         | Bordeaux                                    | 1953     |      |
| Argenteuil                    | St-Denys                                                              | Île-de-France              | Pontoise                                    | 1898     |      |
| Arles                         | St-Trophime                                                           | Provence-Alpes-Côte d’Azur | Aix                                         | 1882     |      |
| Arras                         | Notre-Dame et Saint-Vaast (Kathedrale)                                | Hauts-de-France            | Arras                                       | 1855     |      |
| Ars-sur-Formans               | Saint-Sixte                                                           | Auvergne-Rhône-Alpes       | Belley-Ars                                  | 1897     |      |
| Auch                          | Sainte-Marie d’Auch (Kathedrale und UNESCO-Weltkulturerbe)            | Okzitanien                 | Auch                                        | 1928     |      |
| Autun                         | Saint-Lazare (Kathedrale)                                             | Bourgogne-Franche-Comté    | Autun                                       | 1949     |      |
| Avignon                       | Kathedrale von Avignon (Kathedrale und UNESCO-Weltkulturerbe)         | Provence-Alpes-Côte d’Azur | Avignon                                     | 1854     |      |
| Avignon                       | Saint-Pierre                                                          | Provence-Alpes-Côte d’Azur | Avignon                                     | 2012     |      |
| Avioth                        | Notre-Dame                                                            | Grand Est                  | Verdun                                      | 1993     |      |
| Avranches                     | St-Gervais-et-St-Protais                                              | Normandie                  | Coutances                                   | 1894     |      |
| Basse-Terre                   | Notre-Dame-de-Guadeloupe (Kathedrale)                                 | Guadeloupe                 | Basse-Terre                                 | 1877     |      |
| Beaune                        | Notre-Dame                                                            | Bourgogne-Franche-Comté    | Dijon                                       | 1957     |      |
| Belfort                       | St-Christophe (Kathedrale)                                            | Bourgogne-Franche-Comté    | Belfort-Montbéliard                         | 1952     |      |
| Bernay                        | Notre-Dame-de-la-Couture                                              | Normandie                  | Évreux                                      | 1949     |      |
| Besançon                      | Saints-Ferréol-et-Ferjeux                                             | Bourgogne-Franche-Comté    | Besançon                                    | 1912     |      |
| Besançon                      | St-Jean-l’évangéliste (Kathedrale)                                    | Bourgogne-Franche-Comté    | Besançon                                    | 1877     |      |
| Blois                         | Notre-Dame de la Trinité de Blois                                     | Centre-Val de Loire        | Blois                                       | 1956     |      |
| Bon-Encontre                  | Notre-Dame de Bon-Encontre                                            | Nouvelle-Aquitaine         | Agen                                        | 1875     |      |
| Bonlieu-sur-Roubion           | Ste-Anne                                                              | Auvergne-Rhône-Alpes       | Valence                                     | 1899     |      |
| Bonsecours                    | Notre-Dame de Bonsecours                                              | Normandie                  | Rouen                                       | 1919     |      |
| Boulogne-Billancourt          | Notre-Dame-de-Boulogne-la-Petite                                      | Île-de-France              | Nanterre                                    | 2024     |      |
| Boulogne-sur-Mer              | Notre-Dame de l’Immaculée Conception (Ehemalige Kathedrale)           | Hauts-de-France            | Arras                                       | 1879     |      |
| Bordeaux                      | St-Michel (UNESCO-Weltkulturerbe)                                     | Nouvelle-Aquitaine         | Bordeaux                                    | 1903     |      |
| Bordeaux                      | St-Seurin (UNESCO-Weltkulturerbe)                                     | Nouvelle-Aquitaine         | Bordeaux                                    | 1873     |      |
| Brioude                       | St-Julien                                                             | Auvergne-Rhône-Alpes       | Le-Puy-en-Velay                             | 1957     |      |
| Calmont                       | Notre-Dame de Ceignac                                                 | Okzitanien                 | Rodez                                       | 1936     |      |
| Cambrai                       | Notre-Dame-de-Grâce-et-St-Sépulcre (Kathedrale)                       | Hauts-de-France            | Cambrai                                     | 1896     |      |
| Carcassonne                   | St-Nazaire et St-Celse                                                | Okzitanien                 | Carcassonne-Narbonne                        | 1898     |      |
| Caudry                        | Ste-Maxellende                                                        | Hauts-de-France            | Cambrai                                     | 1991     |      |
| Chambéry                      | St-François-de-Sales (Kathedrale)                                     | Auvergne-Rhône-Alpes       | Chambéry-Saint-Jean-de-Maurienne-Tarentaise | 1874     |      |
| Charleville-Mézières          | Notre-Dame-d'Espérance                                                | Grand Est                  | Reims                                       | 1946     |      |
| Chartres                      | Notre-Dame de Chartres (Kathedrale und UNESCO-Weltkulturerbe)         | Centre-Val de Loire        | Chartres                                    | 1908     |      |
| Châteauneuf-sur-Cher          | Notre-Dame-des-Enfants                                                | Centre-Val de Loire        | Bourges                                     | 1898     |      |
| Chaumont                      | St-Jean-Baptiste                                                      | Grand Est                  | Langres                                     | 1948     |      |
| Cherbourg                     | Ste-Trinité                                                           | Normandie                  | Coutances                                   | 1921     |      |
| Clermont-Ferrand              | Notre-Dame-du-Port                                                    | Auvergne-Rhône-Alpes       | Clermont                                    | 1886     |      |
| Cléry-Saint-André             | Notre-Dame de Cléry                                                   | Centre-Val de Loire        | Orléans                                     | 1894     |      |
| Dinan                         | St-Sauveur                                                            | Bretagne                   | Saint-Brieuc                                | 1953     |      |
| Dole                          | Notre-Dame de Dole                                                    | Bourgogne-Franche-Comté    | Saint-Claude                                | 1950     |      |
| Domrémy-la-Pucelle            | Ste-Jeanne-d’Arc                                                      | Grand Est                  | Saint-Dié                                   | 1938     |      |
| Douvres-la-Délivrande         | Notre-Dame de la Délivrande                                           | Normandie                  | Bayeux                                      | 1895     |      |
| Épinal                        | St-Maurice                                                            | Grand Est                  | Saint-Dié                                   | 1933     |      |
| Espaly-Saint-Marcel           | St-Joseph de Bon Espoir                                               | Auvergne-Rhône-Alpes       | Le Puy-en-Velay                             | 2021     |      |
| Évron                         | Notre-Dame de L’Épine                                                 | Pays de la Loire           | Laval                                       | 1939     |      |
| Faverney                      | Notre-Dame la Blanche                                                 | Bourgogne-Franche-Comté    | Besançon                                    | 1912     |      |
| Gray                          | Notre-Dame de Gray                                                    | Bourgogne-Franche-Comté    | Besançon                                    | 1948     |      |
| Grenoble                      | Sacré-Cœur                                                            | Auvergne-Rhône-Alpes       | Grenoble-Vienne                             | 1952     |      |
| Grenoble                      | Saint-Joseph de Grenoble                                              | Auvergne-Rhône-Alpes       | Grenoble-Vienne                             | 1937     |      |
| Guingamp                      | Notre-Dame de Bon-Secours                                             | Bretagne                   | Saint-Brieuc                                | 1899     |      |
| Haguenau/Marienthal           | Notre-Dame                                                            | Grand Est                  | Straßburg                                   | 1892     |      |
| Hennebont                     | Notre-Dame du Paradis                                                 | Bretagne                   | Vannes                                      | 1912     |      |
| Issoudun                      | Notre-Dame du Sacré-Cœur                                              | Centre-Val de Loire        | Bourges                                     | 1874     |      |
| Josselin                      | Notre-Dame du Roncier                                                 | Bretagne                   | Vannes                                      | 1891     |      |
| Jungholtz                     | Unsere Liebe Frau von Thierenbach / Notre-Dame de Thierenbach         | Grand Est                  | Straßburg                                   | 1936     |      |
| Lablachère                    | Notre-Dame-de-Bon-Secours                                             | Auvergne-Rhône-Alpes       | Viviers                                     | 1930     |      |
| La Chapelle-Montligeon        | Notre-Dame de Montligeon                                              | Normandie                  | Sées                                        | 1928     |      |
| La Chapelle-Saint-Laurent     | Notre-Dame de Pitié                                                   | Nouvelle-Aquitaine         | Poitiers                                    | 1964     |      |
| La Guerche-de-Bretagne        | Notre-Dame-de-l’Assomption                                            | Bretagne                   | Rennes                                      | 1951     |      |
| Lalouvesc                     | Saint-Jean-François Régis                                             | Auvergne-Rhône-Alpes       | Viviers                                     | 1888     |      |
| La Salette-Fallavaux          | Notre-Dame de la Salette                                              | Auvergne-Rhône-Alpes       | Grenoble-Vienne                             | 1879     |      |
| Laval                         | Notre-Dame d’Avénières                                                | Pays de la Loire           | Laval                                       | 1898     |      |
| L’Épine                       | Notre-Dame de L’Épine (UNESCO-Weltkulturerbe)                         | Grand Est                  | Châlons                                     | 1913     |      |
| Le Folgoët                    | Basilique Notre-Dame-du-Folgoët                                       | Bretagne                   | Quimper                                     | 1427     |      |
| Le Puy-en-Velay               | Kathedrale von Le Puy-en-Velay (Kathedrale und UNESCO-Weltkulturerbe) | Auvergne-Rhône-Alpes       | Le Puy-en-Velay                             | 1856     |      |
| Liesse-Notre-Dame             | Notre-Dame                                                            | Hauts-de-France            | Soissons                                    | 1912     |      |
| Lille                         | Notre-Dame-de-la-Treille (Kathedrale)                                 | Hauts-de-France            | Lille                                       | 1904     |      |
| Limoges                       | St-Michel-des-Lions                                                   | Nouvelle-Aquitaine         | Limoges                                     | 2023     |      |
| Limoux                        | Notre-Dame de Marceille                                               | Okzitanien                 | Carcassonne-Narbonne                        | 1912     |      |
| Lisieux                       | Ste-Thérèse                                                           | Normandie                  | Bayeux                                      | 1954     |      |
| Longpont-sur-Orge             | Notre-Dame-de-Bonne-Garde                                             | Île-de-France              | Évry-Corbeil-Essonnes                       | 1913     |      |
| Lourdes                       | Mariä-Empfängnis-Basilika (Obere Kirche)                              | Okzitanien                 | Tarbes und Lourdes                          | 1874     |      |
| Lourdes                       | Rosenkranz-Basilika (Untere Kirche)                                   | Okzitanien                 | Tarbes und Lourdes                          | 1926     |      |
| Lourdes                       | Basilika Pius X. (Untergrundkirche)                                   | Okzitanien                 | Tarbes und Lourdes                          | 1958     |      |
| Lutterbach                    | Herz-Jesu-Basilika                                                    | Grand Est                  | Straßburg                                   | 1922     |      |
| Luxeuil-les-Bains             | St-Pierre de Luxeuil                                                  | Bourgogne-Franche-Comté    | Besançon                                    | 1925     |      |
| Lyon                          | Notre-Dame de Fourvière (UNESCO-Weltkulturerbe)                       | Auvergne-Rhône-Alpes       | Lyon                                        | 1897     |      |
| Lyon                          | St-Martin d’Ainay (UNESCO-Weltkulturerbe)                             | Auvergne-Rhône-Alpes       | Lyon                                        | 1905     |      |
| Lyon                          | St-Bonaventure                                                        | Auvergne-Rhône-Alpes       | Lyon                                        | 2019     |      |
| Marseille                     | Notre-Dame de la Garde                                                | Provence-Alpes-Côte d’Azur | Marseille                                   | 1879     |      |
| Marseille                     | Sacré-Cœur                                                            | Provence-Alpes-Côte d’Azur | Marseille                                   | 1997     |      |
| Marseille                     | Kathedrale von Marseille (Cathédrale de la Major)                     | Provence-Alpes-Côte d’Azur | Marseille                                   | 1896     |      |
| Marseille                     | St-Victor                                                             | Provence-Alpes-Côte d’Azur | Marseille                                   | 1934     |      |
| Mattaincourt                  | St-Pierre-Fourier                                                     | Grand Est                  | Saint-Dié                                   | 1897     |      |
| Mauriac                       | Notre-Dame-des-Miracles                                               | Auvergne-Rhône-Alpes       | Saint-Flour                                 | 1921     |      |
| Mayenne                       | Notre-Dame-des-Miracles                                               | Pays de la Loire           | Laval                                       | 1900     |      |
| Meaux                         | St-Étienne (Kathedrale)                                               | Île-de-France              | Meaux                                       | 1912     |      |
| Mende                         | Notre-Dame-et-Saint-Privat (Kathedrale)                               | Okzitanien                 | Mende                                       | 1874     |      |
| Menton                        | St-Michel-Archange                                                    | Provence-Alpes-Côte d’Azur | Nizza                                       | 1999     |      |
| Metz                          | Saint-Vincent (in den 1980ern profaniert)                             | Grand Est                  | Metz                                        | 1933     |      |
| Montpellier                   | Notre-Dame des Tables                                                 | Okzitanien                 | Montpellier                                 | 1939     |      |
| Montjoyer                     | Notre-Dame d’Aiguebelle (Kloster)                                     | Auvergne-Rhône-Alpes       | Valence                                     | 1937     |      |
| Montpellier                   | Saint-Pierre et Saint-Paul (Kathedrale)                               | Okzitanien                 | Montpellier                                 | 1847     |      |
| Mont Sainte-Odile/Odilienberg | Unsere Liebe Frau vom Odilienberg                                     | Grand Est                  | Straßburg                                   | 2006     |      |
| Moulins                       | Notre-Dame (Kathedrale)                                               | Auvergne-Rhône-Alpes       | Moulins                                     | 1949     |      |
| Nancy                         | Notre-Dame-de-Lourdes                                                 | Grand Est                  | Nancy                                       | 1925     |      |
| Nancy                         | Sacré-Cœur                                                            | Grand Est                  | Nancy                                       | 1905     |      |
| Nancy                         | St-Epvre                                                              | Grand Est                  | Nancy                                       | 1874     |      |
| Nantes                        | St-Donatien-et-St-Rogatien                                            | Pays de la Loire           | Nantes                                      | 1889     |      |
| Nantes                        | St-Nicolas                                                            | Pays de la Loire           | Nantes                                      | 1882     |      |
| Narbonne                      | St-Just-et-St-Pasteur (Ehemalige Kathedrale)                          | Okzitanien                 | Carcassonne-Narbonne                        | 1886     |      |
| Narbonne                      | St-Paul                                                               | Okzitanien                 | Carcassonne-Narbonne                        | 1953     |      |
| Neuvy-Saint-Sépulchre         | St-Jacques                                                            | Centre-Val de Loire        | Bourges                                     | 1910     |      |
| Nevers                        | St-Cyr-et-Ste-Julitte (Kathedrale)                                    | Bourgogne-Franche-Comté    | Nevers                                      | 1868     |      |
| Nizza                         | Notre-Dame-de-l’Assomption                                            | Provence-Alpes-Côte d’Azur | Nizza                                       | 1978     |      |
| Nizza                         | Ste-Marie-et-Ste-Réparate (Kathedrale)                                | Provence-Alpes-Côte d’Azur | Nizza                                       | 1949     |      |
| Nîmes                         | Notre-Dame-et-St-Castor (Kathedrale)                                  | Okzitanien                 | Nîmes                                       | 1877     |      |
| Notre-Dame-de-l’Osier         | Notre-Dame de l’Osier                                                 | Auvergne-Rhône-Alpes       | Grenoble-Vienne                             | 1924     |      |
| Orcival                       | Notre-Dame d’Orcival                                                  | Auvergne-Rhône-Alpes       | Clermont                                    | 1894     |      |
| Orléans                       | Ste-Croix (Kathedrale)                                                | Centre-Val de Loire        | Orléans                                     | 1855     |      |
| Paray-le-Monial               | Sacré-Cœur (Abtei)                                                    | Bourgogne-Franche-Comté    | Autun                                       | 1875     |      |
| Paris                         | Notre-Dame de Paris (Kathedrale und UNESCO-Weltkulturerbe)            | Île-de-France              | Paris                                       | 1805     |      |
| Paris                         | Notre-Dame-des-Victoires                                              | Île-de-France              | Paris                                       | 1927     |      |
| Paris                         | Notre-Dame-du-Perpétuel-Secours                                       | Île-de-France              | Paris                                       | 1966     |      |
| Paris                         | Basilique du Sacré-Cœur                                               | Île-de-France              | Paris                                       | 1919     |      |
| Paris                         | Ste-Clotilde                                                          | Île-de-France              | Paris                                       | 1898     |      |
| Périgueux                     | Saint-Front (Kathedrale und UNESCO-Weltkulturerbe)                    | Nouvelle-Aquitaine         | Périgueux                                   | 1897     |      |
| Perpignan                     | St-Jean-Baptiste (Kathedrale)                                         | Okzitanien                 | Perpignan-Elne                              | 1875     |      |
| Pibrac                        | Ste-Germaine                                                          | Okzitanien                 | Toulouse                                    | 2010     |      |
| Poitiers                      | St-Pierre (Kathedrale)                                                | Nouvelle-Aquitaine         | Poitiers                                    | 1912     |      |
| Pontivy                       | Notre Dame-de-Joie                                                    | Bretagne                   | Vannes                                      | 1959     |      |
| Pontmain                      | Notre-Dame de l’Espérance                                             | Pays de la Loire           | Laval                                       | 1905     |      |
| Saint-Vincent-de-Paul         | Notre-Dame de Buglose                                                 | Nouvelle-Aquitaine         | Aire et Dax                                 | 1966     |      |
| Quimper                       | St-Corentin (Kathedrale)                                              | Bretagne                   | Quimper                                     | 1870     |      |
| Quintin                       | Notre-Dame-de-la-Délivrance                                           | Bretagne                   | Saint-Brieuc                                | 1933     |      |
| Reims                         | Ste-Clotilde                                                          | Grand Est                  | Reims                                       | 1902     |      |
| Reims                         | Saint-Remi (Abtei und UNESCO-Weltkulturerbe)                          | Grand Est                  | Reims                                       | 1870     |      |
| Rennes                        | St-Aubin, Notre-Dame-de-Bonne-Nouvelle                                | Bretagne                   | Rennes                                      | 1916     |      |
| Rennes                        | St-Sauveur, Notre-Dame-des-Miracles-et-des-Vertus                     | Bretagne                   | Rennes                                      | 1916     |      |
| Riom                          | St-Amable                                                             | Auvergne-Rhône-Alpes       | Clermont                                    | 1912     |      |
| Rocamadour                    | Notre-Dame de Rocamadour                                              | Okzitanien                 | Cahors                                      | 1913     |      |
| Rodez                         | Notre-Dame de Rodez (Kathedrale)                                      | Okzitanien                 | Rodez                                       | 1874     |      |
| Rouen                         | Sacré-Cœur                                                            | Normandie                  | Rouen                                       | 1918     |      |
| Saint-Avold                   | Notre-Dame-de-Bon-Secours                                             | Grand Est                  | Metz                                        | 1932     |      |
| Saint-Benoît-sur-Loire        | St-Benoît (Kloster)                                                   | Centre-Val de Loire        | Orléans                                     | 1949     |      |
| Saint-Brieuc                  | Notre-Dame-d’Espérance                                                | Bretagne                   | Saint-Brieuc                                | 1902     |      |
| Saint-Brieuc                  | St-Étienne (Kathedrale)                                               | Bretagne                   | Saint-Brieuc                                | 1875     |      |
| Saint-Claude                  | St-Pierre (Kathedrale)                                                | Bourgogne-Franche-Comté    | Saint-Claude                                | 1950     |      |
| Sainte-Anne-d’Auray           | Ste-Anne                                                              | Bretagne                   | Vannes                                      | 1874     |      |
| Saintes                       | St-Eutrope                                                            | Nouvelle-Aquitaine         | La Rochelle                                 | 1886     |      |
| Saintes                       | St-Pierre                                                             | Nouvelle-Aquitaine         | La Rochelle                                 | 1870     |      |
| Saint-Maximin-la-Sainte-Baume | Ste-Marie-Madeleine                                                   | Provence-Alpes-Côte d’Azur | Fréjus–Toulon                               | 2018     |      |
| Saint-Étienne-le-Laus         | Notre-Dame du Laus                                                    | Provence-Alpes-Côte d’Azur | Gap                                         | 1892     |      |
| Saint-Laurent-sur-Sèvre       | St-Louis-Marie-Grignon-de-Montfort                                    | Pays de la Loire           | Lucon                                       | 1962     |      |
| Saint-Nicolas-de-Port         | St-Nicolas                                                            | Grand Est                  | Nancy                                       | 1950     |      |
| Saint-Omer                    | Notre-Dame-des-Miracles                                               | Hauts-de-France            | Arras                                       | 1879     |      |
| Saint-Pol-de-Léon             | St-Paul-Aurélien (Ehemalige Kathedrale)                               | Bretagne                   | Quimper                                     | 1901     |      |
| Saint-Quentin                 | St-Quentin                                                            | Hauts-de-France            | Soissons                                    | 1876     |      |
| Saint-Raphaël                 | Notre-Dame-de-la-Victoire                                             | Provence-Alpes-Côte d’Azur | Fréjus-Toulon                               | 2004     |      |
| Saulieu                       | St-Andoche                                                            | Bourgogne-Franche-Comté    | Dijon                                       | 1919     |      |
| Saxon-Sion                    | Notre-Dame de Sion                                                    | Grand Est                  | Nancy                                       | 1933     |      |
| Sées                          | Notre-Dame (Kathedrale)                                               | Normandie                  | Sées                                        | 1871     |      |
| Sées                          | Immaculée-Conception de Sées                                          | Normandie                  | Sées                                        | 1902     |      |
| Soissons                      | St-Gervais-et-St-Protais (Kathedrale)                                 | Hauts-de-France            | Soissons                                    | 1857     |      |
| Tarascon                      | Immaculée-Conception (Abbaye Saint-Michel-de-Frigolet) (Abtei)        | Provence-Alpes-Côte d’Azur | Aix                                         | 1984     |      |
| Thonon-les-Bains              | St-François-de-Sales                                                  | Auvergne-Rhône-Alpes       | Annecy                                      | 1993     |      |
| Toulouse                      | Notre-Dame de la Daurade                                              | Okzitanien                 | Toulouse                                    | 1876     |      |
| Toulouse                      | Saint-Sernin (Kloster und UNESCO-Weltkulturerbe)                      | Okzitanien                 | Toulouse                                    | 1878     |      |
| Tours                         | Saint-Martin (Abtei)                                                  | Centre-Val de Loire        | Tours                                       | 1925     |      |
| Tréguier                      | St-Tugdual                                                            | Bretagne                   | Saint-Brieuc                                | 1947     |      |
| Troyes                        | St-Urbain                                                             | Grand Est                  | Troyes                                      | 1964     |      |
| Valence                       | St-Apollinaire (Kathedrale)                                           | Auvergne-Rhône-Alpes       | Valence                                     | 1847     |      |
| Valenciennes                  | Notre-Dame-du-Saint-Cordon                                            | Hauts-de-France            | Cambrai                                     | 1922     |      |
| Vannes                        | Saint-Pierre (Kathedrale)                                             | Bretagne                   | Vannes                                      | 1886     |      |
| Verdelais                     | Notre-Dame de Verdelais                                               | Nouvelle-Aquitaine         | Bordeaux                                    | 1923     |      |
| Verdun                        | Notre-Dame (Kathedrale)                                               | Grand Est                  | Verdun                                      | 1947     |      |
| Vézelay                       | Ste-Marie-Madeleine (Abtei und UNESCO-Weltkulturerbe)                 | Bourgogne-Franche-Comté    | Sens                                        | 1920     |      |
| Vion                          | Notre-Dame-du-Chêne                                                   | Pays de la Loire           | Le Mans                                     | 1894     |      |